# Richard Benjamin
Richard Samuel Benjamin (* 22. května 1938 New York City, USA) je americký herec a filmový režisér, držitel Zlatého glóbu.

## Kariéra
Hrál v řadě známých filmů, Sbohem, město C (1969), Hlava 22 (1970) a Westworld, Konec Sheily (oba 1973). V roce 1968 byl nominován na cenu Emmy za nejlepší herecký výkon v komediálním seriálu za roli v sitcomu He & She (po boku své manželky Pauly Prentiss), který byl vysílán v letech 1967 a 1968 na stanici CBS.
V roce 1976 získal Zlatý glóbus za nejlepší mužský herecký výkon ve vedlejší roli ve filmu za svůj výkon v roli komicky trpělivého synovce, důvěrníka a talentového agenta starého varietního umělce Willyho Clarka (Walter Matthau) ve filmu The Sunshine Boys (1975), který byl natočen podle stejnojmenné úspěšné divadelní hry Neila Simona z roku 1972. 
Po režii televizních filmů byl jeho prvním celovečerním filmem Můj oblíbený rok z roku 1982 s Peterem O'Toolem v hlavní roli, který byl nominován na Oscara za nejlepší mužský herecký výkon. Mezi jeho další filmy jako režiséra patří V žáru velkoměsta (1984), Dům za všechny peníze (1986), Krásná mimozemšťanka (1988), Mořské panny (1990), Made in America (1993), Prostě úžasná (1994), Vzala jsem si mrtvého muže (1996) a Marci X (2003).

## Osobní život
Jeho manželkou je herečka Paula Prentiss, se kterou se setkal již na Severozápadní univerzitě. Vzali se v roce 1961 a mají spolu syna Rosse a dceru Prentiss.

## Filmografie (výběr)

### Herec
- Sbohem, město C (1969)
- Hlava 22 (1970)
- Westworld (1973)
- Konec Sheily (1973)
- The Sunshine Boys (1975)
- Pozor na Harryho (1997)
- Zázraky se nedějí (2008)

### Režie
- Můj oblíbený rok (1982)
- V žáru velkoměsta (1984)
- Dům za všechny peníze (1986)
- Krásná mimozemšťanka (1988)
- Mořské panny (1990)
- Made in America (1993)
- Prostě úžasná (1994)
- Vzala jsem si mrtvého muže (1996)
- Marci X (2003)